# NGC 2717
NGC 2717 é uma galáxia elíptica (E/SB0) localizada na direcção da constelação de Pyxis. Possui uma declinação de -24° 40' 26" e uma ascensão recta de 8 horas, 57 minutos e 01,1 segundos.
A galáxia NGC 2717 foi descoberta em 20 de Março de 1835 por John Herschel.